# Haroué
Haroué é uma comuna francesa na região administrativa de Grande Leste, no departamento de Meurthe-et-Moselle. Estende-se por uma área de 4,14 km². Em 2010 a comuna tinha 514 habitantes (densidade: 124,2 hab./km²).